# فرودگاه گاسپی
فرودگاه گاسپی (به انگلیسی: Gaspé Airport) (به زبان بومی: Michel Pouliot Gaspé Airport) یک فرودگاه همگانی ۴۵۰۶ با کد یاتا YGP است . این فرودگاه در کشور کانادا قرار دارد و در ارتفاع ۳۴ متری از سطح دریا واقع شده‌است.